# Euphorbia crenata
Euphorbia crenata es una especie fanerógama perteneciente a la familia de las euforbiáceas. Es endémica de Mozambique.

## Descripción
Es una planta herbácea con tallos cilíndricos carnosos que alcanza un tamaño de 7-12 cm de altura, y de 6-7 mm de espesor cuando se seca, hojas alternas, de 40-60 x 6-9 mm, linear-lanceoladas o estrechamente lanceoladas, agudas, crujientes y onduladas a lo largo de los márgenes, nervio central prominente debajo .

## Ecología
Sólo se conoce de la especie recopilada en 1898.

## Taxonomía
Euphorbia fwambensis fue descrita por (N.E.Br.) Bruyns y publicado en Taxon 55: 412. 2006.
Etimología
Euphorbia: nombre genérico que deriva del médico griego del rey Juba II de Mauritania (52 a 50 a. C. - 23), Euphorbus, en su honor – o en alusión a su gran vientre –  ya que usaba médicamente Euphorbia resinifera. En 1753 Carlos Linneo asignó el nombre a todo el género.
crenata: epíteto latino que significa "mellada".
Sinonimia
- Monadenium crenatum N.E.Br.[6]